# Carretera de Sóller
La Ma-11 o carretera de Sóller (antiga C-711) és una carretera de Mallorca que va de Palma a Sóller, tot passant per Son Sardina, Palmanyola i Bunyola.
Té un túnel de peatge que travessa el massís d'Alfàbia i que s'anomena túnel de Sóller. Era de peatge fins que es va eliminar el 2017.
La carretera passava abans pel Coll de Sóller, però amb l'esmentat túnel es disminuí notablement el temps que es tardava a anar de Palma a Sóller o viceversa. La construcció del túnel es feu famosa pel cas de corrupció que l'envoltà: el cas Túnel de Sóller.
La gestió i manteniment d'aquesta carretera són competència del Consell de Mallorca.